# Impressão genética

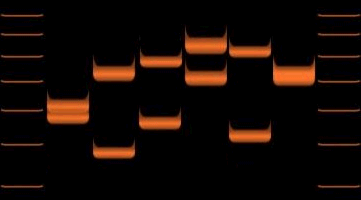
Variações do comprimento de alelos VNTR em 6 indivíduos

A impressão genética é uma técnica empregada por cientistas forenses para assistir na identificação de indivíduos com base nos seus respectivos perfis de ADN. 
Apesar de a maioria das sequências de ADN humano serem comuns em humanos, a impressão genética faz uso de sequências repetitivas altamente variáveis, chamadas VNTR (variable number tandem repeats). Estes loci são altamente similares entre humanos muito relacionados, mas variáveis o suficiente para que seja extremamente pouco comum humanos pouco relacionados terem os mesmos alelos.
Esta técnica foi primeiramente reportada em 1985 por Sir Alec Jeffreys na Universidade de Leicester, na Inglaterra, e é agora a base de várias bases de dados nacionais.A impressão digital é Como chamada de DNA